# لاکرونیا
لاکُرونیا یا آکُرونیا (اسپانیایی: La Coruña) مرکز استان لاکرونیای اسپانیا است. جمعیت آن ۲۴۳۸۷۰ نفر و مساحتش ۳۷ کیلومتر مربع است.

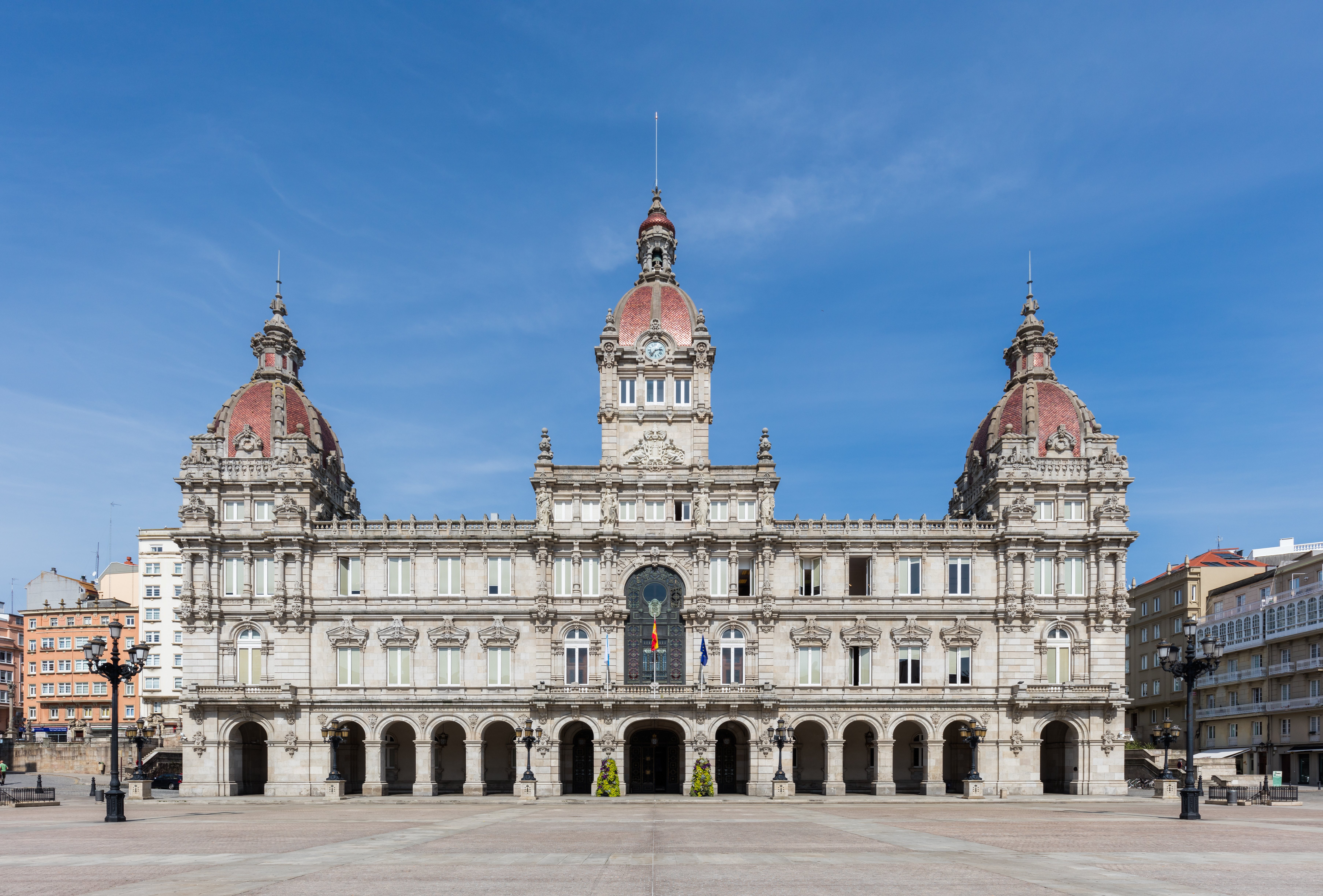
ساختمان شهرداری لاکرونیا